# Paraplatyptilia catharodactyla
Paraplatyptilia catharodactyla is een vlinder uit de familie vedermotten (Pterophoridae). De wetenschappelijke naam is voor het eerst geldig gepubliceerd in 1959 door Gaj.
De soort komt voor in Europa.